# استان نواکشوت جنوبی
استان نواکشوت جنوبی (به عربی: ولایة نواکشوط الجنوبیة) یکی از استان‌های کشور موریتانی است. استان نواکشوت جنوبی ۲۵۲ کیلومتر مربع مساحت و ۴۲۵٬۶۷۳ نفر جمعیت دارد.